# Waama (langue)
Le waama est une langue oti-volta et gur parlée par les Waama, un groupe ethnique du Bénin.

## Écriture
L’orthographe waama est défini dans l’Alphabet des langues nationales du Bénin.
| Alphabet   | Alphabet | Alphabet | Alphabet | Alphabet | Alphabet | Alphabet | Alphabet | Alphabet | Alphabet | Alphabet | Alphabet | Alphabet | Alphabet | Alphabet | Alphabet | Alphabet | Alphabet | Alphabet | Alphabet | Alphabet | Alphabet | Alphabet | Alphabet |
| ---------- | -------- | -------- | -------- | -------- | -------- | -------- | -------- | -------- | -------- | -------- | -------- | -------- | -------- | -------- | -------- | -------- | -------- | -------- | -------- | -------- | -------- | -------- | -------- |
| majuscules | A        | B        | C        | D        | E        | Ɛ        | F        | I        | K        | KP       | L        | M        | N        | Ŋ        | O        | Ɔ        | P        | R        | S        | T        | U        | W        | Y        |
| minuscules | a        | b        | c        | d        | e        | ɛ        | f        | i        | k        | kp       | l        | m        | n        | ŋ        | o        | ɔ        | p        | r        | s        | t        | u        | w        | y        |

La nasalisation des voyelles est indiqué à l’aide d’un tilde au-dessus de celles-ci : ‹ ã ẽ ɛ̃ ĩ õ ɔ̃ ũ ›.
Les tons sont uniquement indiqués pour distinguer certains mots sur les lettres ‹ à ɛ̀ ì ǹ ò ›, par exemple pour distinguer bà (« ils ») et ba (négation), ò (« il ») et o (« tu »).